# Girä
Das Girä war ein Längenmaß und ein Gewichtsmaß für Gerste, Weizen und Hirse in Tiflis. Reis wurde mit dem Maß Chalwar gehandelt. Das Maß wurde in das sogenannte khanische Maß und in das der Einwohner unterschieden. Erstere war das schwere Maß, um bei der Erhebung der Natural-Abgaben eine größere Menge zu erzielen.
- Staat Weizen: 1 Girä = 10 Gous = 25 Batman = 250 Funt (russisch ≈ 409,5 Gramm)= 6,25 Pud = 102,378 Kilogramm
- Bürger Weizen: 1 Girä = 240 Funt (russisch)= 6 Pud = 98,283 Kilogramm
- Staat Gerste, Hirse: 1 Girä = 10 Gous = 21 Batman = 210 Funt (russisch) = 5,25 Pud = 86 Kilogramm
- Bürger Gerste, Hirse: 1 Girä = 200 Funt (russisch) = 5 Pud = 81,902 Kilogramm

Girä war auch ein Längenmaß.
- 16 Girä = 1 Arschin (khanische)

Zur Berechnung:
- 10 Arschin (russisch) = 7 Arschin (khanische)